# Laurent Solly
Pour les articles homonymes, voir Solly.
Laurent Solly, né le 27 mars 1970 à Villefranche-sur-Saône (Rhône), est un haut fonctionnaire et dirigeant d’entreprise français.
Après avoir été proche de Nicolas Sarkozy notamment en tant que directeur adjoint de sa campagne présidentielle en 2007, il entre à TF1 puis à Facebook France où il devient directeur général.

## Biographie

### Études administratives
Laurent Solly étudie tout d'abord au lycée Notre-Dame de Mongré à Villefranche-sur-Saône, où il obtient un baccalauréat sciences économiques et sociales. Il intègre ensuite l'Institut d'études politiques de Paris en 1991 et en sort diplômé en 1994.
À l'automne de la même année, il est reçu à l'École nationale d'administration (promotion Victor Schœlcher). Il en sort en 1996.

### Carrière dans les préfectures et à l'Intérieur
Il commence sa carrière comme sous-préfet, directeur de cabinet du préfet du Lot-et-Garonne (1996-1998), puis secrétaire général de la préfecture du Territoire de Belfort (1999-2001).
Après avoir été chargé de mission à la direction coordination groupe et à la direction des achats à EDF (2001-2003), il devient conseiller technique au cabinet de Nicolas Sarkozy, alors ministre d'État, ministre de l'Intérieur, de la Sécurité intérieure et des Libertés locales (2004).
Il le suit comme chef de son cabinet au ministère de l'Économie, des Finances et de l'Industrie (2004), devenant également son directeur de cabinet à la présidence de l'UMP (2004-2005).
Chef de cabinet de Nicolas Sarkozy quand il redevient ministre d'État, ministre de l'Intérieur et de l'Aménagement du territoire en 2005, il est promu préfet hors cadre, chargé d'une mission de service public relevant du gouvernement, en 2006. Il est directeur adjoint de la campagne présidentielle de Nicolas Sarkozy en 2007. Dans ce contexte, il déclare : « La réalité n'a aucune importance, il n'y a que la perception qui compte ». Lors de la campagne présidentielle, il commande de nombreux sondages au nom de l'UMP.

### Carrière à TF1
En 2007, il ne rejoint pas Nicolas Sarkozy à l'Élysée comme prévu. Il intègre le 23 mai 2007 la holding du groupe Bouygues, où il doit effectuer un « parcours d’intégration » puis rejoindre TF1 « où il deviendra directeur à la Direction générale. Ses missions seront définies à ce moment-là », indique Bouygues. Le 22 juin 2007, il est officiellement nommé directeur à la Direction générale du groupe TF1, chargé « des missions opérationnelles et fonctionnelles, notamment la mise en place d'une direction des achats groupe ». Selon Le Point, il devient de facto numéro deux de la chaîne.

### Carrière chez Facebook France
À l'été 2012, Facebook France est perquisitionnée par les services fiscaux français, qui à l'automne, continuent de mettre la pression sur la société. C'est dans ce contexte qu'au début 2013, Facebook France se met à la recherche d'un dirigeant susceptible de calmer l'administration française. Alors que Laurent Solly n'était pas en recherche d'un nouveau poste, il est tout de même contacté par l'entreprise américaine pour occuper le 25 avril 2013 le poste de directeur général spécialement créé pour lui. Il entre en fonction le 3 juin,.
La direction de Facebook avait annoncé dès 2012 qu'elle s'emploierait à « travaille[r] avec les autorités compétentes afin de s'assurer que l'entreprise est en conformité avec la loi. ». 
Le 31 août 2016, Laurent Solly étend son périmètre et prend la direction Europe du Sud de Facebook (Portugal, Espagne, France et Italie).
Il parraine depuis 2015 l'école supérieure de communication digitale 2089 de Besançon.

### Vie privée
En février 2007, Laurent Solly devient veuf de Charlotte Chandellier, épousée en 1996, qui meurt de maladie à 35 ans, avec qui il a eu deux filles, Victoire en 2000 et Sixtine en 2002,.
Il est ensuite marié à Caroline Roux, journaliste politique à France 5, avec qui, il a un fils, Marceau, né en 2009,.
Dans le film La Conquête de Xavier Durringer, qui retrace la campagne présidentielle de Nicolas Sarkozy en 2007, son rôle est tenu par Grégory Fitoussi.

## Décoration
- Chevalier de l'ordre national du Mérite (2009)[22]